# سلمون أكوا أدفانتج

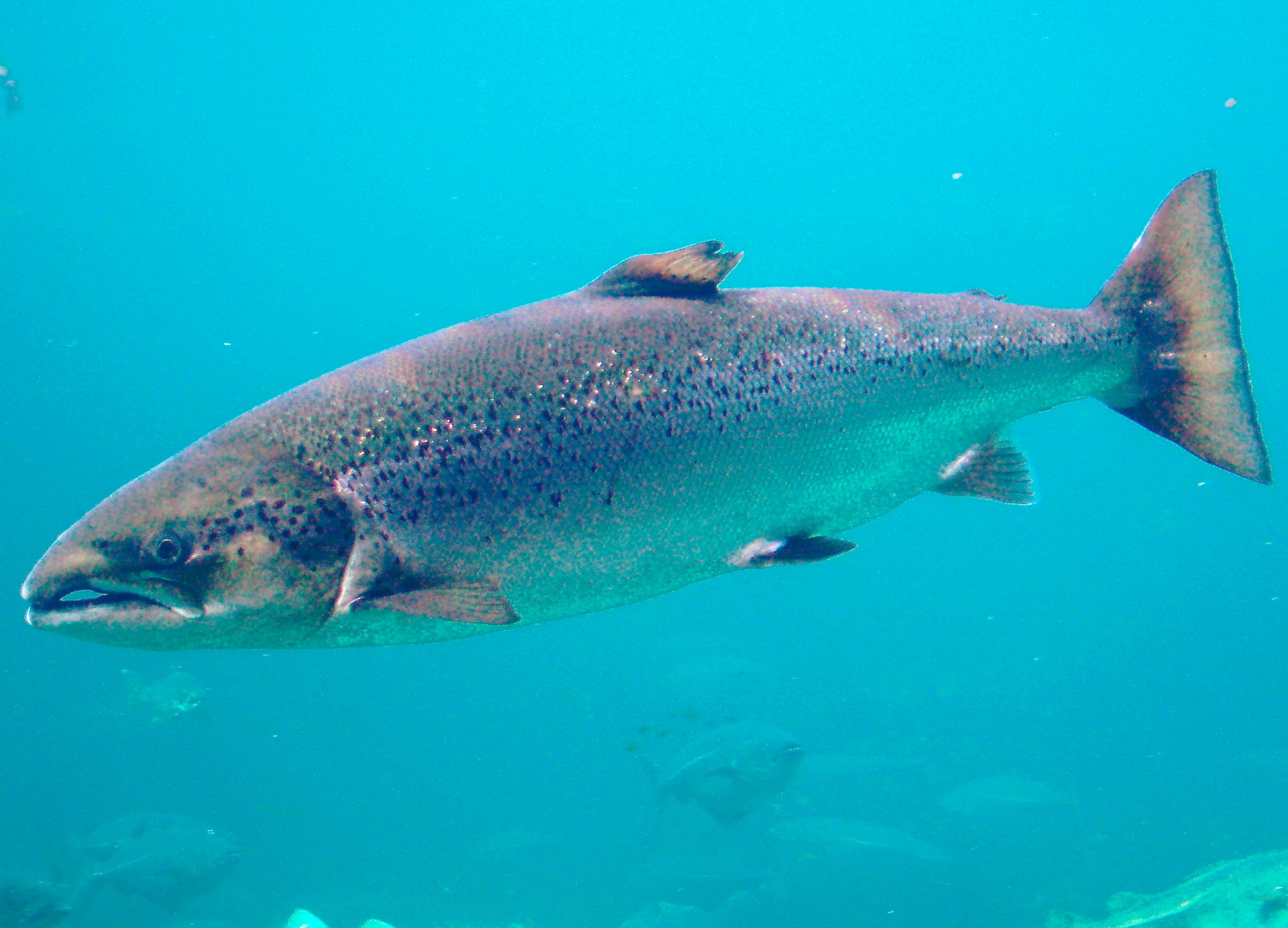
سلمون اكو ادفانتج

سلمون أكوا أدفانتج هو سلالة معدلة وراثيًا من أسماك السلمون الأطلسية التي طورتها شركة أكوا بونتي للتقنيات في عام 1989. نشأت هذه السلالة عن استبدال الجين المنظم لهرمون النمو النموذجي في أسماك السلمون الأطلسي بالجين منظم لهرمون النمو من أسماك سلمون شينوك الذي يعيش في المحيط الهادئ مع تسلسل محفز من أسماك عبوس المحيط. يُمكّن هذا الجين أسماك السلمون المعدل وراثيًا من النمو على مدار العام بدلاً من النمو خلال فصلي الربيع والصيف فقط.
يُعتبر السلمون المعدّل وراثيًا الذي أنتجته شركة جنرال الكتريك بديلاً تنافسيًا تجاريًا للسلمون الذي يتم صيده من البرية ولتربية أسماك السلمون غير المعدلة. كان الغرض من إدخال التعديلات الوراثية على هذه الأسماك هو زيادة السرعة التي تنمو بها السمكة دون التأثير على حجمها النهائي أو الصفات الأخرى. ولقد تم بالفعل تحسين معدلات نمو سمك السلمون الأطلسي المستزرع مقارنة بالأسماك البرية نتيجة لممارسات التربية الانتقائية التقليدية. وأصبح من الممكن للأسماك المعدلة وراثيًا أن تنمو بشكل أسرع وأن تنمو لتصل إلى حجم البيع في السوق في غضون فترة تتراوح من 16 إلى 18 شهرًا فقط بدلاً من ثلاث سنوات.
كان سمك سلمون أكوا أدفانتج هو أول حيوان معدل وراثيًا تمت الموافقة عليه للاستهلاك البشري في كل الولايات المتحدة الأمريكية وكندا. وقد أثارت هذه الموافقة الكثير من الجدل.

## التعديلات الوراثية
طُوّر سمك سلمون أكوا أدفانتج في عام 1989 من خلال إضافة نسخة واحدة من بنية الجين opAFP-GHc2، والذي يتكون من تسلسل محفز مأخوذ من أسماك عبوس المحيط الذي يوجه إنتاج بروتين هرمون النمو باستخدام منطقة مشفرة مأخوذة من أسماك سلمون شينوك. يسمح التعبير المستمر عن هذا الجين المتحور للأسماك بالنمو على مدار العام بدلاً من النمو خلال فصلي الربيع والصيف فقط. أختُبر ثبات بنية الحمض النووي للسلالة الجديدة، ولم يكشف عن أي آثار طفرية إضافية أثناء الإدخال بخلاف الجينين المطلوبين. كما أجري التهجين العكسي لهذه الأسماك المعدلة وراثيًا، وهو بروتوكول تربية من جيلين يبدأ بتوليد نسل هجين بين سلالتين داخليتين بحيث يحمل أحدهما الطفرة المرغوبة، إلى السلمون الأطلسي من النوع البري. وكان تسلسل الجين EO-1ɑ المعدل وراثيًا متطابقًا في الجيل الثاني من خلال الأجيال الرابعة مما يشير إلى أن الإدخال مستقر.
يحتوي سمك سلمون أكوا ادفانتج المعدل وراثيا على ثلاث مجموعات من الكروموسومات (أي أنه ثلاثي الصبغيات) في حين أن سمك السلمون الأطلسي البري يحتوي على مجموعتين من الكروموسومات. إن تحريض ثلاثي الصبغيات عن طريق معالجة البيض يجعل الأسماك عقيمة، مما يقلل من مخاطر التزاوج مع الأسماك من النوع البري إذا تم إدخال أي من الأسماك المعدلة وراثيًا إلى البرية.

## المخاوف
هناك ثلاثة مخاوف رئيسية فيما يتعلق بالموافقة على السلمون المعدّل وراثيًا: قد يكون استهلاك هذه الأسماك ضارًا، وقد تكون هناك عواقب غير مقصودة للتغير الجيني، ويمكن للأسماك غير المعقمة أن تهرب وتختلط بتجمعات الأسماك الغير معدلة. لذلك إجريت العديد من التقييمات للمخاطر لتحديد صحة وسلامة هذه التقنية وتم تنفيذ عدد من الإجراءات الوقائية لمنع اختلاط هذه الأسماك بالأسماك الغير معدلة.

### تقييم المخاطر على صحة الإنسان
تُعد الأسماك أحد أنواع الأطعمة الثمانية التي يتعين على هيئة إدارة الغذاء والدواء الأمريكية معالجتها بعناية خاصة بموجب القانون. ولقد طلبت إدارة الغذاء والدواء الأمريكية، فيما يتعلق بالحساسية، بيانات كجزء من العملية التنظيمية حول ما إذا كانت هناك تغييرات تحدث في أنواع أو مستويات مسببات الحساسية للأسماك (مثل البارفالبومين) في أسماك سلمون أكوا أدفانتج. ومن ثم أكدت إدارة الغذاء والدواء الأمريكية أن الأشخاص الذين يعانون من الحساسية تجاه سمك السلمون الأطلسي من المحتمل أن يكون لديهم حساسية من سمك سلمون أكوا أدفانتج نظرًا لخصائص الأنواع المماثلة، ولكن ليس لأنه معدل وراثيًا، وأن سمك السلمون أكوا أدفانتج آمن للأكل مثل السلمون غير المعدّل وراثيًا لأنه لا يوجد مخاطر كبيرة على سلامة الأغذية مرتبطة بسلمون أكوا أدفانتج المعدل وراثيا. كما نشأت بعض المخاوف الأخرى على صحة الإنسان بسبب زيادة محتوى الهرمونات في الأنسجة الصالحة للأكل للأسماك المعدلة وراثيا، حيث أظهر سمك السلمون أكوا أدفانتج فرقًا إحصائيًا في تركيز عامل النمو الشبيه بالأنسولين، إلا أن كمية عامل النمو الشبيه بالأنسولين الموجودة في سمك سلمون أكوا أدفانتج مماثلة أو أقل من الكميات الأخرى الموجودة في المنتجات الحيوانية الشائعة الأخرى مثل حليب الأبقار العضوي.

### التأثيرات غير المستهدفة لتعديل الجينات
كان أحد المخاوف المتعلقة بالهندسة الوراثية يتمثل في أنه قد يتم تحرير جينًا آخر غير الجين المقصود عرضيًا أيضًا. ولكن بعد تحليل تسلسل الجينوم لسمك سلمون أكوا أدفانتج، لم يتم الكشف عن أي آثار غير مستهدفة أو أي تغييرات في الجينات الأخرى.

### إجراءات الاحتواء الاحترازية
أثار النقاد الكثير من المخاوف بشأن الآثار البيئية المحتملة إذا وصلت هذه الأسماك إلى الأنهار أو المحيطات. تشير سيناريوهات الغزو النموذجية في البيئات شبه الطبيعية إلى أن السلمون المعدل وراثيًا سوف يتفوق على أنواع السلمون غير المعدلة وراثيا. لذا طلبت إدارة الغذاء والدواء من شركة أكوا بونتي في سبيل معالجة المخاوف بشأن الاحتواء البيولوجي اتخاذ تدابير وقائية لضمان عدم اختلاط الأسماك المعدلة وراثيًا بالأنواع التقليدية، وأن تزرع الأسماك في حظائر شبكية بمزارع تربية الأحياء المائية التي تستخدم السالمون التقليدي، ومعظمها من السلمون الأطلسي.
يحدث هذا في أمريكا الشمالية في الغالب في المياه الساحلية قبالة سواحل ولايات واشنطن وكولومبيا البريطانية ومين. ولقد حدد طلب موافقة إدارة الغذاء والدواء على سمك سلمون أكوا أدفانتج زراعة الخزان الأرضي دون دخول الأسماك إلى المحيط. كما حددت شركة أكوا بونتي أن تكون السمكة أنثى فقط ومعقمة. يتم إنتاج الذكور من الأسماك لخدمة إنتاج البيض فقط، ويتم الاحتفاظ بها في منشآت برية آمنة في كندا. ثم يتم شحن هذا البيض إلى منشأة تربية الأحياء المائية البرية في ولاية إنديانا.
وفي سيبل جعل إناث أسماك سلمون أكوا أدفانتج معقمة، تتم معالجة بيض السلمون بالضغط لإنشاء مجموعات من بيض السمك بثلاث نسخ من كل كروموسوم (ثلاثي الصبغيات) بدلاً من نسختين (ثنائية الصبغيات)، ثم يتم تدمير أي دفعة تحتوي على 5 في المائة أو أكثر من الأسماك ثنائية الصبغيات لأن هذه الأسماك ثنائية الصبغة قادرة على التكاثر.

## التنظيم الحكومي

### في الولايات المتحدة الأمريكية
أشارت لجنة استشارية تابعة لإدارة الغذاء والدواء الأمريكية في سبتمبر 2010 إلى أن الأسماك من المستبعد جدًا أن تسبب أي آثار كبيرة على البيئة، وأنها آمنة للاستهلاك البشري الغذائي مثل أسماك السلمون الأطلسي التقليدية. وفي أكتوبر 2010 طلب 39 مشرعًا من إدارة الغذاء والدواء رفض تطبيق قرار الموافقة. طلبت مجموعات أخرى أن تحمل الأسماك بطاقة تحدد مصدرها المحور وراثيا، وكان من بين بواعث القلق احتمالية وجود عيوب في التعقيم والعزل، أو الاستخدام المفرط للمضادات الحيوية.
نشرت إدارة الغذاء والدواء الأمريكية في 25 ديسمبر 2012 مسودة التقييم البيئي لسمك السلمون أكوا أدفانتج. كما نشرت إدارة الغذاء والدواء الأمريكية تقريرًا أوليًا عن عدم وجود تأثير كبير. كان من المقرر أن تنقضي فترة 60 يومًا للجمهور للتعليق قبل أن تقوم إدارة الغذاء والدواء بمراجعة سمك السلمون المائي مرة أخرى، والذي تم تمديده بشكل تعسفي حتى مايو 2013.
وافقت إدارة الغذاء والدواء الأمريكية على طلب شركة أكوا بونتي للتقنيات لبيع سمك سلمون أكوا أدفانتج للمستهلكين الأمريكيين في 19 نوفمبر 2015. إلا أن أحد المتسابقين في مشروع قانون الإنفاق الذي وقّعه الرئيس الأمريكي باراك أوباما ليصبح قانونًا في 18 ديسمبر 2015 يحظر الاستيراده حتى تفرض إدارة الغذاء والدواء الأمريكية وضع ملصقات على المنتج المعدل وراثيًا. يمثل هذا القرار المرة الأولى التي تتم فيها الموافقة على دخول حيوان معدل وراثيًا إلى إمدادات الغذاء في الولايات المتحدة الأمريكية. جاء القرار بعد ما يقرب من عشرين عامًا من تقديم شركة أكوا بونتي للبيانات لأول مرة إلى إدارة الغذاء والدواء، وبعد أن قاموا بتربية عشرة أجيال من الحيوانات. وينص الإعلان الصادر عن إدارة الغذاء والدواء الأمريكية على ما يلي:
يعتبر سمك السلمون أكوا أدفانتج المعدل وراثيًا آمنًا للأكل مثل أي سلمون أطلسي غير معدل وراثيًا، ومغذي أيضًا. وبعد شهر واحد أدخلت تعديلات على مشروع قانون الإنفاق الفيدرالي المقترح الذي يتطلب إخطار المستهلك بأن الأسماك تم تعديلها وراثيًا. لم يكن سمك السلمون أكوا أدفانتج يُباع في الولايات المتحدة الأمريكية حتى شهر أكتوبر 2018، وحظرت إدارة الغذاء والدواء الأمريكية استيراد بيض السلمون من كندا ليتم تربيته في مزرعة أسماك سلمون أكوا أدفانتج في ولاية إنديانا الأمريكية. ولكن في 8 مارس 2019 ألغي قرار حظر الاستيراد الذي أصدرته إدارة الغذاء والدواء سابقًا، وأصبح من الممكن الآن بيع سمك السلمون أكوا أدفانتج في الولايات المتحدة الأمريكية ويمكن الآن استيراد بيض السلمون إلى منشأة إنديانا.
منحت محكمة مقاطعة المنطقة الشمالية من كاليفورنيا في الولايات المتحدة الأمريكية في 5 نوفمبر 2020 طلبًا لإجبار إدارة الغذاء والدواء الأمريكية على إعادة النظر في موافقتها على سلمون أكوا أدفانتج، معتبرة أن إدارة الغذاء والدواء قد فشلت في اتباع إجراءاتها الخاصة من خلال تجاهل بعض النتائج البيئية لهذه الأسماك. بدأ بيع أسماك سلمون أكوا أدفانتج المعدلة وراثيا في الولايات المتحدة الأمريكية في مايو 2021.

### في كندا
وافقت وزارة البيئة الكندية في 25 نوفمبر 2013 على استخدام المنتج لإنتاج بيض السلمون للأغراض التجارية في كندا. وفي مايو 2016، وافقت وكالة فحص الأغذية الكندية على بيع الأسماك المعدلة وراثيًا. أفادت ت شركة أكوا بونتي في يوليو 2017 إنها باعت 4.5 طن من شرائح سمك سلمون أكوا أدفانتج للعملاء في كندا.